# 上野水香
上野 水香（うえの みずか、1977年12月23日 - ）は、神奈川県鎌倉市出身の、日本のバレエダンサー（バレリーナ）。身長170cm。

## 略歴
5歳からバレエを始める。1989年、埼玉全国舞踊コンクールジュニアの部で第1位となる。1993年に15歳でローザンヌ国際バレエコンクールでスカラシップ賞を受賞したのを機に、モナコのプリンセス・グレース・クラシック・ダンス・アカデミーに2年間留学。同学校を首席で卒業した1995年、牧阿佐美バレヱ団に所属。
1996年に世界バレエ・モダンダンス・コンクールで金賞を受賞。
1997年12月『くるみ割り人形』金平糖の精で主役デビューを果たす。
1998年「ダンス・ヴァンテアンVI」でローラン・プティ振付の『ア・リタリエンヌ』に主演。
1999年2月、メキシコでのガーラ公演「ローラン・プティとスターたち」に出演。5月にはプティ振付『シャブリエ・ダンス』を踊り、一躍注目を集める。7月『白鳥の湖』に初主演（オデット／オディール）。
2000年にはプティ振付『ノートルダム・ド・パリ』でエスメラルダを踊る。
2001年7月、プティ振付『デューク・エリントン・バレエ』に出演。
2002年3月、『ドン・キホーテ』でキトリを踊った後、ミラノ・スカラ座バレエ団『ノートル・ダム・ド・パリ』にエスメラルダ役でゲスト出演、4月にもナポリ・サン・カルロ劇場バレエで『デューク・エリントン・バレエ』に客演した。
2003年2月『ロミオとジュリエット』のジュリエット、8月『ノートル・ダム・ド・パリ』のエスメラルダで主演。10月には『眠れる森の美女』主役・オーロラ姫を初めて踊った。
2004年2月16日付で牧阿佐美バレヱ団を退団し、同年3月から東京バレエ団にプリンシパルとして所属。5月フィレンツェにてワシーリエフ版『ドン・キホーテ』に主演して東京バレエ団デビューを飾る。また、ドイツにて『ボレロ』を踊り、いずれも現地にて評判を呼んだ。8月〈東京バレエ団40周年記念ガーラ〉では『バクチ』のシャクティと『エチュード』のエトワールを踊り、9月『ドン・キホーテ』ではキトリを踊った。11月『白鳥の湖』でヴラジーミル・マラーホフと共演を果たした。12月『くるみ割り人形』にクララ役で主演。
2005年1月の“東京文化会館ニューイヤーガラ・コンサート”では、東京都交響楽団の演奏で、『ボレロ』の日本デビューを果たした。2月『ラ・シルフィード』でパ・ド・ドゥ、5月『真夏の夜の夢』東京バレエ団初演でタイターニアを踊った。8月には『パ・ド・カトル』のグラーンを踊るとともに、パリ・オペラ座バレエ団のマチュー・ガニオを相手に『眠れる森の美女』に主演。10月『Ｍ』ではローズを、11月～12月全国縦断公演では『テーマとヴァリエーション』エトワール、『ドン・ジョヴァンニ』ヴァリエーション6、『ギリシャの踊り』ハサピコを踊った。
2006年2月、マラーホフ新演出『眠れる森の美女』ではリラの精を踊った。4月には＜ベジャール・プロ＞で『ボレロ』を踊り客席を熱狂させた。5月の第22次東京バレエ団海外公演では、ベルリンで『ドン・キホーテ』のキトリを、コペンハーゲンでは『ボレロ』を踊り、各地で大きな喝采を浴びた。8月には世界バレエフェスティバル全幕特別プロ『白鳥の湖』で、パリ・オペラ座バレエ団エトワールのジョゼ・マルティネスを相手にオデット／オディールを踊った。また、10月東京バレエ団公演『白鳥の湖』でも主演している。
2007年は1月に＜ペジャールのアジア＞で『バクチIII』を再演、4月には『ドン・キホーテ』に再び主演した。6月にはミラノ・スカラ座日本公演『ドン・キホーテ』に客演し、主役キトリを踊る。
2018年2月より、芸能事務所オスカープロモーションとマネージメント提携していたが、2021年8月、HONESTに移籍したことが発表された。
2023年、ローザンヌ国際コンクール 50周年記念ガラ公演にゲスト出演。同年には自身の名前を冠した東京バレエ団公演 「上野水香 オン・ステージ」が行われた外、45歳の定年制により、東京バレエ団のゲスト・プリンシパルに就任することになった。
令和5年秋の褒章で紫綬褒章を受章。

## 人物
- 母親の勧めでバレエを始めた。
- 2007年5月1日に第2代「かながわ観光親善大使」に任命され、神奈川県立歴史博物館にて任命式が行われた。当初の任期は2年間だったが、2021年現在も継続しており、同年6月30日には2020東京オリンピック聖火リレーのトーチキスイベントに参加した[5]。
- 小学2年の時には「ちっちちゃん」というバッタを飼っており、それを題材にした作文をコンクールで投稿し優秀賞を受けたことがある[6]。

## 受賞・栄典
- 神奈川文化賞未来賞（2001年）
- 芸術選奨文部科学大臣新人賞舞踊部門（2001年度）
- 東京新聞中川鋭之助賞（2002年）
- 服部智恵子賞（2003年）
- 第72回芸術選奨文部科学大臣賞舞踊部門（2021年度）
- 紫綬褒章（2023年）

## 主な出演

### 舞台
- ファンタスティック・ガラコンサート 2022 ～愛の花束～（2022年12月 神奈川県民ホール）
- ミュージカル『ドン・ジュアン』アンダルシアの美女役（2021年）
- 梅若実玄祥 舞台生活70周年記念公演 新作能楽舞踊劇『鷹の井戸』（2021年）
- 柚希礼音コンサート『REON JACK4』（2021年）
- 東急ジルベスターコンサート 2020-2021
- 東急ジルベスターコンサート 2019-2020
- 柚希礼音コンサート『REON JACK2』（2017年3月 - 4月、梅田芸術劇場メインホール / パシフィコ横浜国立大ホール / 福岡市民会館）[7]

## 書籍
- Mizuka バレリーナ 上野水香ものがたり（新書館、2023年）
- 上野水香バレリーナスピリット （新書館、2009年）
- MIZUKA—バレリーナ上野水香のすべて（新書館、2003年）